# 马奇菲尔德
马奇菲尔德（英語：Marchfield）是加勒比海岛国巴巴多斯南部的一座内陆村庄，行政上由圣菲利普区管辖。位于西克斯罗兹和斯特鲁德兰之间，靠近斯特林庄园。该地为格罗夫种植园的所在地。